# Pteromonnina pterocarpa
Pteromonnina pterocarpa là một loài thực vật có hoa trong họ Polygalaceae. Loài này được (Ruiz & Pav.) B. Eriksen miêu tả khoa học đầu tiên năm 1993.